# 李志常
李志常（1193年—1256年），字浩然，号真常子。开州观城（今山东）人。是全真道的第7代掌门人。
在掌教期间，重视对流亡士大夫的收容，全真道声势鼎盛。到了晚年，元朝统治者开始偏向藏傳佛教，全真道受到打压。
著作有：
- 《又玄集》20卷（已佚）
- 《长春真人西游记》2卷

## 小说形象
金庸小說神雕侠侣亦有李志常出現，但小說中金庸為遷就尹志平自殺身亡的情節而把李志常接任掌門的時間大幅提前。這段情節在改版後取消。